# Акоста, Альберто Федерико
Альберто Федерико (Бето) Ако́ста (исп. Alberto Federico Acosta; 23 августа 1966, Аросена) — аргентинский футболист, нападающий. В настоящее время работает в качестве главного тренера клуба «Феникс» (Пилар) из 4-го дивизиона Аргентины по футболу.

## Биография
Получил известность бомбардира в 1994 году. Он забил в общей сложности 33 мяча, которые дали ему прозвище Бето, то есть «Бомбардир».
Он сыграл свою первую игру за профессиональный клуб «Унион Санта-Фе» в 1986 году. В 1988 году он перешёл в клуб «Сан-Лоренсо де Альмагро», где он играл в течение четырёх сезонов.
Он также играл в «Боке Хуниорс», «Тулузе», «Универсидад Католике», «Йокогама Ф. Маринос» и в португальском «Спортинге», где был одним из ключевых игроков в сезоне в 1999/2000 и до сих пор болельщики вспоминают эти моменты его игровой карьеры.
Участвовал в чемпионате мира 2005 года по пляжному футболу.
Акоста был лучшим бомбардиром в различных чемпионатах, он также завоевал несколько национальных и международных титулов.

## Достижения
Сан-Лоренсо де Альмагро
- Лучший бомбардир чемпионата Аргентины (1): 1992
- Обладатель Южноамериканского кубка (1): 2002

Универсидад Католика
- Лучший игрок чемпионата Чили (1): 1994
- Лучший бомбардир чемпионата Чили (1): 1994
- Лучший бомбардир Южной Америки (1): 1994
- Обладатель Кубка Чили (1): 1995
- Лучший бомбардир Кубка Чили (1): 1995
- Чемпион Чили (1): Ап. 1997

Спортинг (Лиссабон)
- Чемпион Португалии (1): 1999/2000

Сборная Аргентины
- Победитель Кубка конфедераций (1): 1992
- Победитель Кубка Америки (1): 1993